# Szimszon Amicur
Szimszon Awraham Amicur (ur. 26 sierpnia 1921 pod nazwiskiem Kaplan w Jerozolimie, zm. 5 września 1994 tamże) – izraelski matematyk zajmujący się głównie teorią pierścieni, działem algebry.